# ガードナー男爵

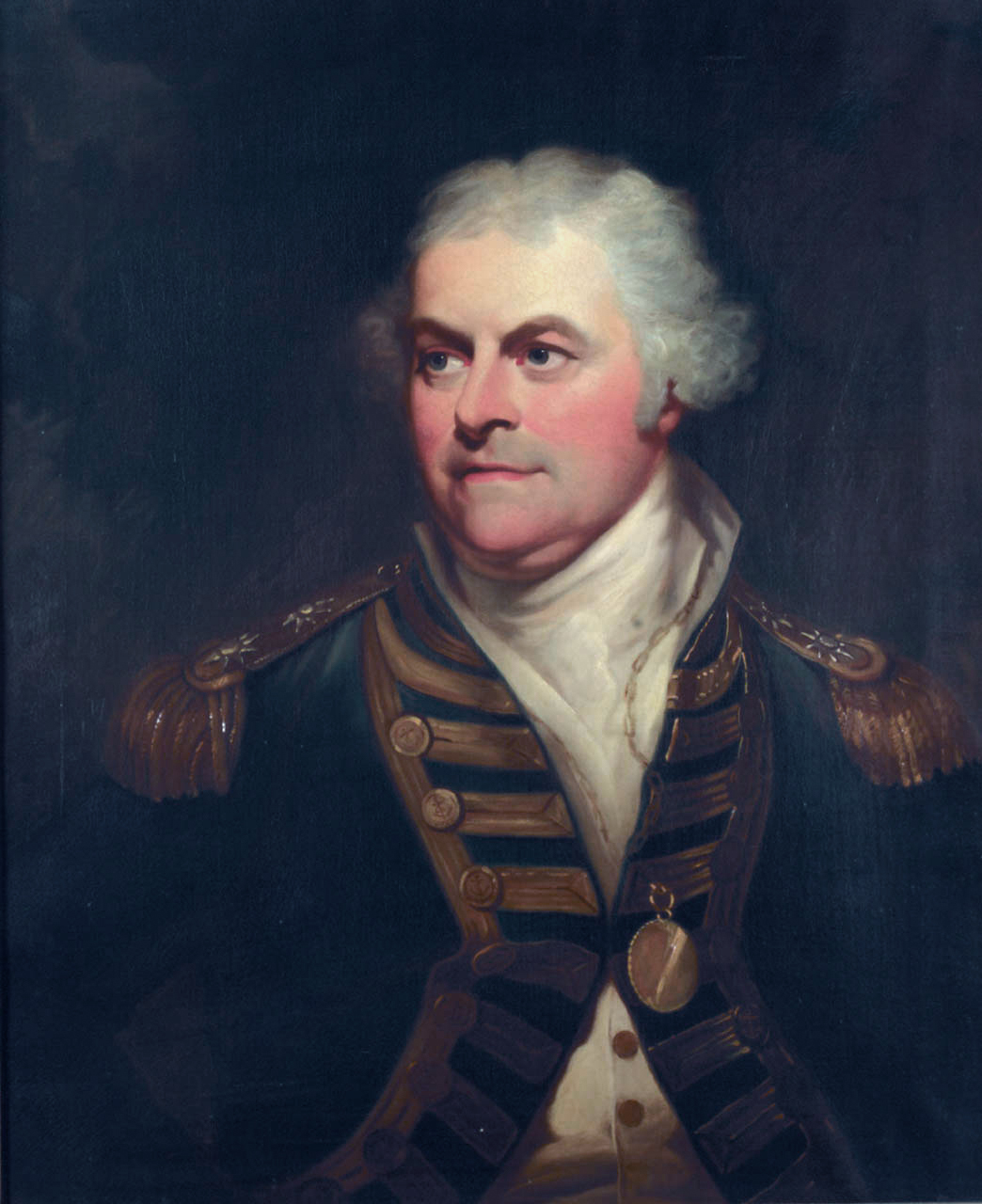
初代ガードナー男爵アラン・ガードナー（ウィリアム・ビーチー画）

ガードナー男爵（英: Baron Gardner）は、イギリスの男爵位。庶民院議員も務めた海軍軍人のアラン・ガードナー提督に対して、1800年にアイルランド貴族として、1806年に連合王国貴族として創設された。この爵位は3代男爵の没後は保持者不詳（dormant）となっている。
初代男爵となるアラン・ガードナーは、第11竜騎兵連隊の陸軍中佐（Lieutenant colonel）となったウィリアム・ガードナーの息子であった。彼は父親とは対照的に王立海軍へ入り、ハウ卿やブリッドポート卿の下で指揮を執り最終的には海軍大将（Admiral）まで昇進した。また1790年には庶民院議員へ選出された。1794年に準男爵となった後、1800年に「ユートクシターのガードナー男爵（Baron Gardner, of Uttoxeter; アイルランド貴族）」に叙された。アイルランド貴族への叙爵後も引き続き庶民院議員を務めていたが、1806年に「カウンティ・オヴ・スタッフォードにおけるユートクシターのガードナー男爵（Baron Gardner, of Uttoxeter in the County of Stafford; 連合王国貴族）」を授けられ、貴族院へ移った。
初代ガードナー男爵は1809年に死去し、長男のアラン・ハイド・ガードナーが爵位を継承した。彼も王立海軍の軍人となり、襲爵前の1805年には戦列艦「ヒーロー」の艦長としてフィニステレ岬の海戦を戦った。1815年に「ガードナー子爵」への陞叙が発表されるが、叙爵状に国璽が捺される前に死去したためこれは幻に終わった。
第2代ガードナー男爵は二度結婚しており、前妻マリア・エリザベスとの間にヘンリー・フェントン・ガードナー、後妻シャーロットとの間にアラン・レッグ・ガードナーという息子がいた。フェントンが継承権を主張したものの、貴族院はマリア・エリザベスが妊娠したと推定される時期にアラン・ハイドは洋上にいたとして不倫による非嫡出子であるという判決を下し、アラン・レッグが第3代男爵となった。
第3代ガードナー男爵は長じてホイッグ党の政治家となり、メルバーン卿の下で侍従（Lord-in-Waiting; 貴族院の与党院内幹事）を務めた。
1883年に第3代男爵は死去した。彼は2度結婚しており後妻との間には男子がいたが、結婚前に誕生していたため非嫡出子とされ爵位の相続は認められなかった。初代男爵の次男の孫にあたるアラン・ハイド・ガードナーが継承権を主張したものの、彼を含め誰も正当な継承権を証明できなかったため、爵位は以後保持者不詳となっている。
21世紀になって、歴史家のウィリアム・ダルリンプルはインドのウッタル・プラデーシュ州で農業を営むジュリアン・ガードナーが継承権者なのではないかと推測した。

## ガードナー男爵 （1800年; 1806年）
- アラン・ガードナー (初代ガードナー男爵) （1742年 - 1809年）
- アラン・ガードナー (第2代ガードナー男爵)（英語版） （1771年 - 1815年）
- アラン・ガードナー (第3代ガードナー男爵)（英語版） （1810年 - 1883年）

### 註釈
1. ↑  バーナード・バークはジョン・フェントン・ガードナーとしている[1]。
2. ↑  初代キャリントン男爵の娘。
3. ↑  この非嫡出子の一人に、自由党所属の政治家で第四次グラッドストン内閣からローズベリー伯爵内閣にかけて農業大臣（President of the Board of Agriculture）となったハーバート・ガードナー（後の初代バラクレア男爵）（英語版）がいる。